# Herweusz
Herweusz, Harwey, fr. Hervé (zm. 556 lub 568) – święty katolicki, szczególnie popularny w Bretanii, bretoński mnich.

## Życiorys
Według spisanego w XIII wieku życiorysu Herweusz miał żyć pod koniec VI wieku. Miał być synem Hoarwiana, pochodzącego z Brytanii pieśniarza, który po pobycie na dworze króla Childeberta, wracając do ojczyzny, ożenił się i wkrótce zmarł. Zanim Herweusz przyszedł na świat, jego matka, chcąc odkupić swoje wcześniejsze winy, miała wyprosić u Boga, aby poczęte dziecko było pozbawione wzroku.
Niewidomy Herweusz wcześnie miał rozpocząć życie pustelnicze, wędrując z dołączającymi do niego uczniami. Mimo tego, że nie miał święceń, pełnił rolę duchowego przewodnika, pomagając ludziom w potrzebie. Według późniejszych hagiografów, gdy Herweusz ukończył siedem lat, jego matka wstąpiła do klasztoru, a  wychowanie syna powierzyła świątobliwemu Arzianowi. Miał następnie przebywać u swego wuja, założyciela szkoły przyklasztornej w Plouvien i zostać opatem tamtejszej wspólnoty, a później przenieść się do opactwa położonego w Lanhouarneau. Świętemu przypisuje się dokonanie kilku cudów.
Wiele legend, których bohaterem jest św. Herweusz przedstawia go jako przyjaciela wilków i lisów, potrafiącego rozkazywać żabom.
Szczególny miejscem kultu świętego jest Guimiliau, a jego wspomnienie obchodzone jest 17 czerwca. Jest opiekunem wzywanym przy wszelkich dolegliwościach oczu.
W ikonografii św. Herweusz jest przedstawiany jako wędrowny żebrak i śpiewak. Grób Herweusza znajdował się w Lanhouarneau, gdzie miał umrzeć, tam też było początkowo skupiał się kultu świętego. W 1002 roku relikwie świętego przeniesiono do innych świątyń, a jego popularność rozszerzyła się na całą Bretanię. W czasie  rewolucji francuskiej grób Herweusza został zniszczony.